# Godinal, Gangawati
Godinal là một làng thuộc tehsil Gangawati, huyện Koppal, bang Karnataka, Ấn Độ.